# Fuzetea
Fuzetea è una linea di tè freddi commercializzati negli USA dalla The Coca-Cola Company a partire dal 2012. In italia è stato commercializzato solo dal 2018

## Storia del marchio
Tale marchio nasce con l'intento di Coca-Cola di progredire nel settore delle bevande ready-to-drink. Alla sua "nascita", Fuzetea veniva distribuito solamente in 12 nazioni, ma dal 2018 è arrivato in altri 30 paesi d'Europa. Ma il motivo principale della creazione di questa bevanda è la previsione della perdita del più noto marchio di tè freddo Nestea.

## Versioni
A livello mondiale sono disponibili i seguenti gusti che comprendono anche quelli presenti in Italia, ma non viceversa
- - Pera con una nota di bergamotto;
  - Mela con una nota di lemongrass
  - Special edition Fuzetea Oolong all'Uva e Litchi
  - Special edition Fuzetea Rooibos al mirtillo e Mela con Miele

In Italia, le versioni di Fuzetea sono quattro, più due versioni senza zucchero. 
- Limone con una nota di lemongrass;
  - Limone con una nota di lemongrass senza zucchero;
- Pesca con una nota di rosa;
  - Pesca con una nota di rosa senza zucchero;
- Tè verde e mango con una nota di camomilla;
- Tè verde al Kiwi e Mela verde, esclusivamente senza zucchero